# NASDAQ-100 Open 2005
NASDAQ-100 Open 2005 — профессиональный теннисный турнир, в 21-й раз проводившийся в Ки-Бискейне, Майами на открытых хардовых кортах. Мужской турнир входил в серию ATP Masters, а женский — в серию турниров 1-й категории WTA.
Соревнования были проведены на кортах Tennis Center at Crandon Park, с 21 марта по 3 апреля 2005 года.
Прошлогодними чемпионами являются:
- мужчины одиночки —  Энди Роддик
- женщины одиночки —  Серена Уильямс
- мужчины пары —  Уэйн Блэк /  Кевин Ульетт
- женщины пары —  Надежда Петрова /  Меганн Шонесси

## Соревнования

### Мужчины. Одиночный турнир
Роджер Федерер обыграл  Рафаэля Надаля со счётом 2-6, 6-7(4), 7-6(5), 6-3, 6-1.
- Федерер выигрывает свой 5-й в сезоне и 27-й за карьеру одиночный титул на соревнованиях тура ассоциации.
- Надаль сыграл свой 3-й в сезоне и 5-й за карьеру одиночный финал на соревнованиях тура ассоциации.

### Женщины. Одиночный турнир
Ким Клейстерс обыграла  Марию Шарапову со счётом 6-3, 7-5.
- Клейстерс выигрывает свой 2-й одиночный турнир в сезоне и 23-й за карьеру в туре ассоциации.
- Шарапова сыграла свой 3-й в сезоне и 11-й за карьеру одиночный финал на соревнованиях тура ассоциации.

### Мужчины. Парный турнир
Йонас Бьоркман /  Максим Мирный обыграли  Уэйна Блэка /  Кевина Ульетта со счётом 6-1, 6-2.
- Бьоркман выигрывает свой 1-й в сезоне и 38-й за карьеру парный титул на соревнованиях ассоциации.
- Мирный выигрывает свой 1-й в сезоне и 21-й за карьеру парный титул на соревнованиях ассоциации.
- Мирный побеждает во 2-й раз на турнире (первая победа в 2003 году совместно с Роджером Федерером).

### Женщины. Парный турнир
Светлана Кузнецова /  Алисия Молик обыграли  Лизу Реймонд /  Ренне Стаббс со счётом 7-5, 6-7(5), 6-2.
- Кузнецова выигрывает свой 2-й в сезоне и 12-й за карьеру парный титул на соревнованиях тура ассоциации.
- Молик выигрывает свой 3-й в сезоне и 6-й за карьеру парный титул на соревнованиях тура ассоциации.